# Mau-Nuno
Mau-Nuno (Maununo, Maununu, Mau-Nunu, Mauneno) ist ein osttimoresischer Suco im Verwaltungsamt Ainaro, Gemeinde Ainaro.

## Geographie
Mau-Nuno befindet sich südwestlich der Gemeindehauptstadt Ainaro, im Westen des Verwaltungsamts Ainaro. Im Norden liegt der Suco Mau-Ulo, im Osten jenseits des Sarai, der Suco Ainaro und im Süden der Suco Cassa. Im Nordwesten liegt das Verwaltungsamt Bobonaro (Gemeinde Bobonaro) mit seinem Suco Colimau und im Westen und Südwesten liegt das Verwaltungsamt Zumalai (Gemeinde Cova Lima) mit seinem Suco Ucecai. Der im Suco entspringende Fluss Aiuliu bildet einen Teil der Westgrenze. Er ist ein Nebenfluss des Mola. Der Sarai gehört zum System des Belulik. Im Nordwesten von Mau-Nuno liegt der Berg Mamalau (Manlau), der eine Höhe von 1350 m erreicht. Er ist der höchste Punkt des Sucos. Der Suco hat eine Fläche von 31,63 km². Er teilt sich in die drei Aldeias Aileu, Mama-Lau (Mamalau) und Mau-Suca (Mausuka).
Der Hauptort Mau-Nuno liegt nahe der Nordgrenze und dehnt sich über alle drei Aldeias aus. Neben dem Sitz des Sucos befinden sich hier ein Hospital und eine Grundschule sowie ein Hubschrauberlandeplatz für Notfälle. Auch das Dorf Lait im Süden des Sucos hat eine Grundschule. Nordwestlich des Berges Mamalau liegen die verstreuten Häuser des Dorfes Mama-Lau.

## Einwohner

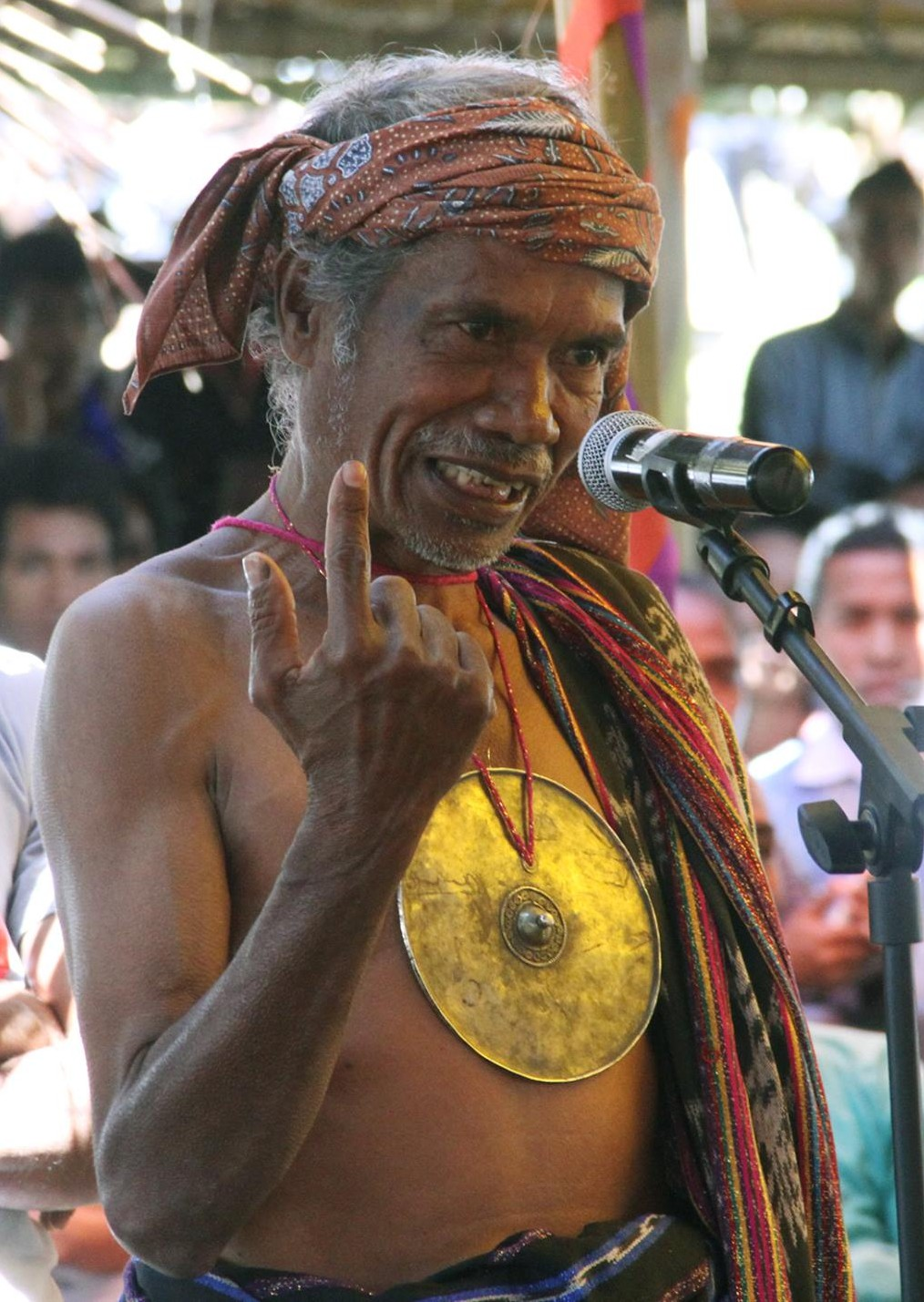
Ein Mann in traditioneller Tracht mit Belak (2016)

Im Suco leben 1.447 Menschen (2022), davon sind 738 Männer und 709 Frauen. Im Suco gibt es 243 Haushalte. Über 60 % der Einwohner geben Tetum Prasa als ihre Muttersprache an. Fast 30 % sprechen Bunak, der Rest Mambai.
Der Ortsname „Mau-Nuno“ deutet auf eine ursprünglich malayo-polynesische Besiedlung. Die Anfangssilbe „Mau“ ist typisch für Ortsnamen in Siedlungsgebieten der Mambai, Kemak und Tokodede. Die Bunak, deren Sprache zu den Papuasprachen gezählt wird, haben sich in Mau-Nuno kulturell den lokalen Mambai angenähert. Anders als bei den Bunak weiter westlich, besteht hier ein patrilineares Heirats- und Abstammungssystem, statt einem matrilinearen. Bunak und Mambai aus Mau-Nuno führen ihre Herkunft beide auf dasselbe legendäre Ahnenpaar zurück. Der Berg, von dem diese Ahnen herabstiegen, hat sowohl einen Namen in Bunak (lolo guzu muk po), als auch in Mambai (manu aman parasa).

## Geschichte
In der indonesischen Besatzungszeit wurden die drei ursprünglichen Siedlungen des Sucos Aileu, Mama-Lau und Mau-Suca aufgelöst und die Bewohner an der Stelle des heutigen Hauptortes Mau-Nuno umgesiedelt. Heute leben wieder Menschen in den Bergen von Mama-Lau und im Süden der Aldeia Aileu.
Am 11. August 1999 flohen 1200 Bewohner aus dem Dorf Mau-Nuno aus Angst um ihr Leben vor den pro-indonesischen Milizen in die Wälder. Andere bildeten kleine Gruppen um sich zu verteidigen. Am 23. September 1999 wurden auch die restlichen Einwohner des Dorfes von der Miliz Mahidi vertrieben.
2003 wurde unter anderem dieser Fall vor Gericht verhandelt. Mehrere Angeklagte wurden in Abwesenheit zu Haftstrafen verurteilt. Sie waren in das indonesische Westtimor geflohen.

## Politik

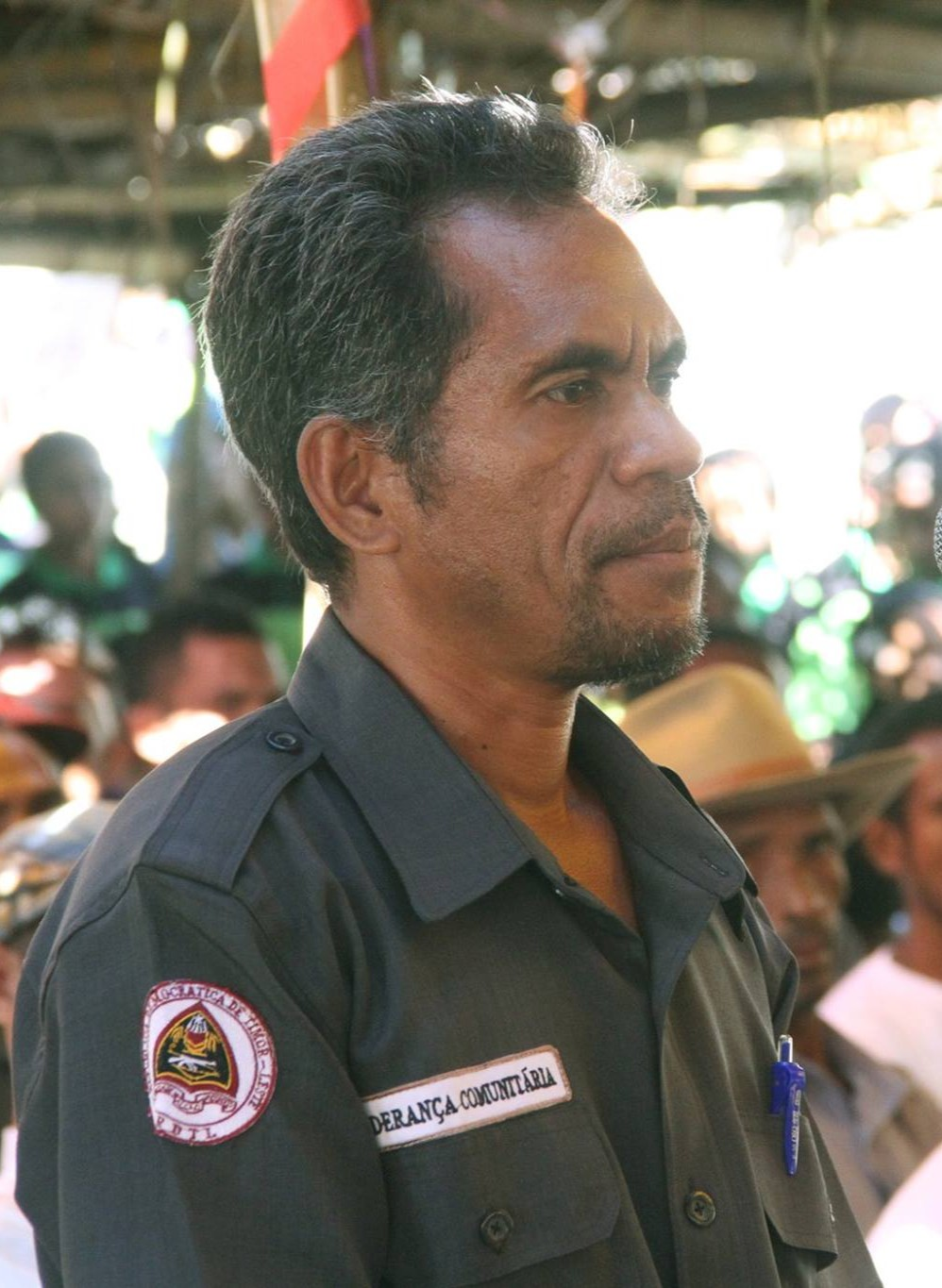
Valente Ramos Bianco (2016)

Bei den Wahlen von 2004/2005 wurde Carlito Miranda zum Chefe de Suco gewählt. Bei den Wahlen 2009 gewann Valente Ramos Bianco und wurde 2016 in seinem Amt bestätigt.